# أ. جيه. كوك
أ. جيه. كوك هي ممثلة كندية، ولدت في 22 يوليو 1978 بأوشاوا في كندا.

## أعمال

### أفلام
- (2003) الوجهة النهائية 2[6]
- (2010) يوم الأم
- (2013) وار

### مسلسلات
- عقول إجرامية

## وصلات خارجية
- أ. جيه. كوك على موقع IMDb (الإنجليزية)
- أ. جيه. كوك على موقع ألو سيني (الفرنسية)
- أ. جيه. كوك على موقع أول موفي (الإنجليزية)
- أ. جيه. كوك على موقع قاعدة بيانات الأفلام السويدية (السويدية)
- أ. جيه. كوك على موقع إن إن دي بي (الإنجليزية)
- أ. جيه. كوك على موقع قاعدة بيانات الفيلم (الإنجليزية)
- أ. جيه. كوك على موقع كينوبويسك (الروسية)